# Bad Moon Rising (álbum)
Bad Moon Rising es el segundo álbum de estudio de la banda de rock estadounidense Sonic Youth, publicado el 29 de marzo de 1985 por Blast First y Homestead Records. El título proviene de la canción del mismo nombre de Creedence Clearwater Revival.

## Lista de canciones

### Edición Original
1. "Intro" – 1:12
2. "Brave Men Run (In My Family)" – 3:57
3. "Society Is a Hole" – 4:54
4. "I Love Her All the Time" – 8:19
5. "Ghost Bitch" – 4:24
6. "I'm Insane" – 6:56
7. "Justice Is Might" – 2:57
8. "Death Valley '69" – 5:12

### Reedición
1. "Intro" – 1:12
2. "Brave Men Run (In My Family)" – 3:57
3. "Society Is a Hole" – 4:54
4. "I Love Her All the Time" – 8:19
5. "Ghost Bitch" – 4:24
6. "I'm Insane" – 6:56
7. "Justice Is Might" – 2:57
8. "Death Valley '69" – 5:12
9. "Satan Is Boring" – 5:12
10. "Flower" – 3:36
11. "Halloween" – 5:12
12. "Echo Canyon" – 1:08

## Créditos
- Lee Ranaldo
- Kim Gordon
- Thurston Moore
- Bob Bert – batería
- Lydia Lunch – voz en "Death Valley '69"
- Sonic Youth – productor
- Martin Bisi – ingeniero, productor (en todas las canciones salvo 10-11)
- Ethan James – ingeniero (canciones 10-11)
- John Erskine – productor (en todas las canciones salvo 10-11)

## Releases
- 1985 - LP - Blast First/Homestead (BFFP L/HMS 016) - Released in US.
- 1985 - LP/CS/CD - Blast First (BFFP 1) - Released in UK.
- 1985 - LP - Torso - Released in DE.
- 1993 - CD - Geffen Records (DBCD 24512) - Released in US.
- 1993 - CD - Geffen Records (GED 24512) - Released in EC.
- 1996 - LP - Rough Trade - Released in UK.

- Datos: Q926653